# Vuelta a Castilla y León 2012
La Vuelta a Castilla y León 2012 fue la 27ª edición de esta carrera ciclista que transcurre por Castilla y León. Se disputó entre el 13 y el 15 de abril de 2012, sobre un total de 491,4 km, repartidos en tres etapas.
Debido a una reducción del presupuesto la carrera pasó de 5 a 3 etapas, sin embargo mantuvo, como viene siendo habitual desde la creación de los Circuitos Continentales UCI en 2005, su categoría 2.1 dentro del UCI Europe Tour 2011-2012.
Tomaron parte en la carrera 20 equipos. Los 2 equipos españoles de categoría UCI ProTeam (Euskaltel-Euskadi y Movistar Team); los 2 de categoría Profesional Continental (Andalucía y Caja Rural); y los 2 de categoría Continental (Burgos BH-Castilla y León y Orbea Continental). En cuanto a representación extranjera, estuvieron 14 equipos: los UCI ProTeam del Rabobank Cycling Team y RadioShack-Nissan; los Profesionales Continentales del Saur-Sojasun, Acqua & Sapone y Cofidis, le Crédit en Ligne; y los equipos Continentales del Efapel-Glassdrive, Team Bonitas, Christina Watches-Onfone, Gios Deyser-Leon Kastro, Jamis-Sutter Home, Lokosphinx, EPM-UNE y Endura Racing; y la Selección de Argentina. Formando así un pelotón de 154 ciclistas, con 8 corredores cada equipo (excepto el Rabobank, Christina Watches, Jamis-Sutter Home y Lokosphinx que salieron con 7 y el Acqua & Sapone que salió con 6), de los que acabaron 89.
El ganador final fue Javier Moreno (quien además se hizo con las clasificaciones de la regularidad, combinada y españoles) tras beneficiarse de un pequeño corte producido en la recta de meta de la última etapa. Le acompañaron en el podio Guillaume Levarlet y Pablo Urtasun, respectivamente; que en principio se iban a jugar la vuelta en el sprint de la última etapa.
En las otras clasificaciones secundarias se impusieron Walter Pedraza (montaña), Movistar (equipos) y Carlos Barbero (castellanoleonenses).

## Etapas
| Etapa | Fecha       | Recorrido           | km    | Ganador                | Líder                  |
| ----- | ----------- | ------------------- | ----- | ---------------------- | ---------------------- |
| 1ª    | 13 de abril | Salamanca-Salamanca | 159,2 | Manuel Antonio Cardoso | Manuel Antonio Cardoso |
| 2ª    | 14 de abril | Ávila-Ávila         | 158,7 | Luis León Sánchez      | Luis León Sánchez      |
| 3ª    | 15 de abril | Segovia-Segovia     | 173,5 | Yelko Gómez            | Javier Moreno          |

## Clasificaciones finales

### Clasificación general
| Posición | Ciclista             | Equipo            | Tiempo     |
| -------- | -------------------- | ----------------- | ---------- |
|          | Javier Moreno        | Movistar          | 4h 42' 47" |
| 2        | Guillaume Levarlet   | Saur-Sojasun      | + 1"       |
| 3        | Pablo Urtasun        | Euskaltel-Euskadi | + 3"       |
| 4        | David de la Cruz     | Caja Rural        | + 10"      |
| 5        | Tiago Machado        | RadioShack-Nissan | + 19"      |
| 6        | José Toribio         | Andalucía         | + 30"      |
| 7        | Jonathan Castroviejo | Movistar          | + 1' 36"   |
| 8        | Linus Gerdemann      | RadioShack-Nissan | + 1' 41"   |
| 9        | Iván Velasco         | Euskaltel-Euskadi | + 1' 50"   |
| 10       | David Blanco         | Efapel-Glassdrive | + 3' 13"   |

### Clasificación de la montaña
| Posición | Ciclista         | Equipo                      | Puntos |
| -------- | ---------------- | --------------------------- | ------ |
|          | Walter Pedraza   | EPM-UNE                     | 20     |
| 2        | Róbigzon Oyola   | EPM-UNE                     | 20     |
| 3        | Rémy Di Gregorio | Cofidis, le Crédit en Ligne | 14     |
| 4        | Giovanni Báez    | EPM-UNE                     | 11     |
| 5        | George Bennett   | RadioShack-Nissan           | 8      |

### Clasificación de la regularidad
| Posición | Ciclista           | Equipo            | Puntos |
| -------- | ------------------ | ----------------- | ------ |
|          | Javier Moreno      | Movistar          | 29     |
| 2        | Guillaume Levarlet | Saur-Sojasun      | 26     |
| 3        | Luis León Sánchez  | Rabobank          | 25     |
| 4        | Yelko Gómez        | Caja Rural        | 25     |
| 5        | Pablo Urtasun      | Euskaltel-Euskadi | 25     |

### Clasificación de la combinada
| Posición | Ciclista          | Equipo            | Puntos |
| -------- | ----------------- | ----------------- | ------ |
|          | Javier Moreno     | Movistar          | 12     |
| 2        | Tiago Machado     | RadioShack-Nissan | 26     |
| 3        | Luis León Sánchez | Rabobank          | 26     |
| 4        | Linus Gerdemann   | RadioShack-Nissan | 33     |
| 5        | Matthew Busche    | RadioShack-Nissan | 35     |

### Clasificación por equipos
| Posición | Equipo            | Tiempo      |
| -------- | ----------------- | ----------- |
|          | Movistar          | 38h 29' 09" |
| 2        | RadioShack-Nissan | + 45"       |
| 3        | Euskaltel-Euskadi | + 2' 49"    |
| 4        | Saur-Sojasun      | + 8' 51"    |
| 5        | Caja Rural        | + 10' 31"   |

### Clasificación españoles
| Posición | Ciclista             | Equipo            |
| -------- | -------------------- | ----------------- |
| 1        | Javier Moreno        | Movistar          |
| 2        | Pablo Urtasun        | Euskaltel-Euskadi |
| 3        | David de la Cruz     | Caja Rural        |
| 4        | José Toribio         | Andalucía         |
| 5        | Jonathan Castroviejo | Movistar          |

### Clasificación castellanoleonenses
| Posición | Ciclista       | Equipo                    |
| -------- | -------------- | ------------------------- |
| 1        | Carlos Barbero | Orbea Continental         |
| 2        | Rubén Jiménez  | Burgos BH-Castilla y León |

## Intento de plante en la última etapa
Debido a las condiciones meteorológicas abversas que tuvieron en las dos últimas jornadas varios corredores intentaron modificar el trazado de la última etapa donde atravesaron tres puertos de 1ª categoría por encima de los 1750 metros, aunque, eso si, el último de ellos (Navacerrada) lejos de meta. Según ellos, en los puertos había nieve y el paso podía ser peligroso; según los organizadores, que desde primera hora de la mañana habían mandado una avanzadilla por delante para garantizar la seguridad, la carretera estaba limpia. Fue la versión que también mantenía la Guardia Civil.
Esos corredores, liderados por Linus Gerdemann, Luis Ángel Maté y Stefan Schumacher, propusieron en su lugar dar varias vueltas al circuito en Segovia previsto para el final de la etapa. Tras dar la salida sin modificar la etapa los corredores se negaron a salir hasta que minutos después el equipo Rabobank del por entonces líder Luis León Sánchez decidieron tomar la salida con normalidad con lo que el resto del pelotón les siguió.
Este fue el tercer incidente relacionado con la nieve en carreras ciclistas españolas en pocos meses, que provocaron la anulación del Trofeo Serra de Tramuntana de la Challenge Ciclista a Mallorca y el recorte de la 3ª etapa de la Volta a Cataluña.